# Mimi Frellsen
Mimi Frellsen, nata Marie Frellsen (Christiania, 4 gennaio 1830 – Christiania, 31 dicembre 1914) è stata una fotografa norvegese.

## Biografia
Figlia del medico, in seguito nominato ufficiale doganale, Peter (1797-1868) e di sua moglie Dorothea Cathrine Dircks (1805-1847), non sappiamo altro della sua vita giovanile né se ebbe fratelli e sorelle.

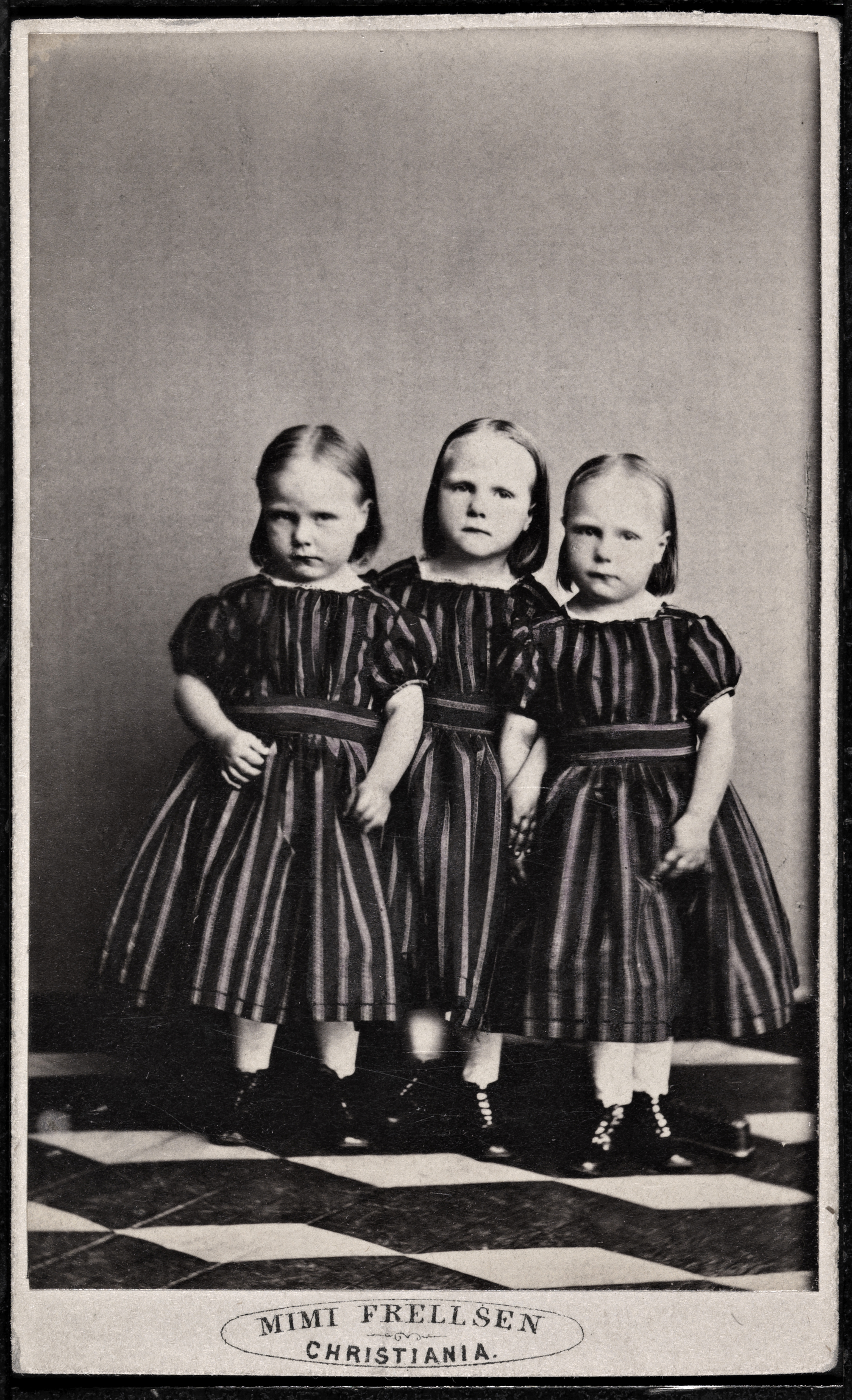
Tre bambine, data ignota

Nel 1865 acquistò lo studio e l'archivio di lastre fotografiche che era appartenuto al fotografo Peter Marinus Thomsen. Tra l'altro fu lo stesso Thomsen ad annunciare di aver ceduto il proprio archivio alla Frellsen, probabilmente sua ex collaboratrice ed assistente, e di consigliarne i servizi qualificati al pubblico.
Dal 1879 trasferì lo studio in un'altra zona di Christiania (che dal 1925 cambierà il nome in Oslo) e si specializzò nel ritratto di bambini e nella fotografia di animali. Due anni dopo le venne assegnato un lascito di 300 corone perché potesse investirle nell'attrezzatura del proprio laboratorio fotografico. Le sue condizioni di salute andarono peggiorando ma non sappiamo fin quando tenne aperto lo studio fotografico. Conosciamo, dal censimento del 1900 e del 1910 che abitò presso la Fondazione Mogens Thorsen e Hustru: si trattava di un pensionario per signore anziane, non sposate o vedove. Morì dopo un'operazione all'età di 84 anni, quattro giorni prima del suo 85º compleanno. Non si sposò mai.